# Casquetes polares de Marte
El planeta Marte tiene dos casquetes de hielo permanentes en sus polos. Durante el invierno de un polo, permanece en continua oscuridad, enfriando la superficie y provocando la deposición del 25-30% de la atmósfera en bloques de hielo de CO2 (hielo seco). Cuando los polos se exponen nuevamente a la luz solar, el CO2 congelado se sublima. Estas acciones estacionales transportan grandes cantidades de polvo y vapor de agua, dando lugar a heladas similares a la Tierra y grandes cirros.
Los casquetes en ambos polos consisten principalmente en hielo de agua. El dióxido de carbono congelado se acumula como una capa comparativamente delgada de aproximadamente un metro de espesor en la capa norte en el invierno boreal, mientras que la capa sur tiene una capa de hielo seco permanente de aproximadamente 8 m de espesor. El casquete polar norte tiene un diámetro de aproximadamente 1000 km durante el verano boreal marciano, y contiene aproximadamente 1,6 millones de km³ de hielo, que si se distribuyese uniformemente en el casquete resultaría en 2 km de espesor. Esto se compara con un volumen de 2,85 millones de km³ de la capa de hielo de Groenlandia.. El casquete polar sur tiene un diámetro de 350 km y un espesor de 3 km. El volumen total de hielo en el casquete polar sur más los depósitos en capas adyacentes también se ha estimado en 1,6 millones de km³. Ambos casquetes polares muestran depresiones en espiral, que un análisis reciente del radar de penetración de hielo SHARAD ha demostrado que son el resultado de vientos catabáticos aproximadamente perpendiculares que giran en espiral debido al efecto Coriolis.
El congelamiento estacional de algunas áreas cercanas a la capa de hielo sur da como resultado la formación de 1 m gruesas placas de hielo seco sobre el suelo. Con la llegada de la primavera, la luz solar calienta el subsuelo y la presión del CO2 sublimado se acumula debajo de una losa, elevándola y finalmente rompiéndola. Esto conduce a erupciones similares a géiseres de gas CO2 mezclado con arena o polvo basáltico oscuro. Este proceso es rápido y se observa en el espacio de unos pocos días, semanas o meses, una tasa de cambio bastante inusual en geología, especialmente para Marte. El gas que corre por debajo de una losa hasta el lugar de un géiser esculpe un patrón en forma de araña de canales radiales por debajo del hielo.
En julio de 2018, científicos italianos informaron del descubrimiento de un lago subglacial en Marte, 1,5 kilómetros (0,9 mi) debajo de la superficie de los depósitos estratificados del polo sur (no debajo de la capa de hielo permanente visible), y de aproximadamente 20 kilómetros (12,4 mi) de ancho, la primera masa de agua estable conocida en el planeta.

## Congelación de la atmósfera
La investigación basada en leves cambios en las órbitas de las naves espaciales alrededor de Marte durante 16 años encontró que cada invierno, aproximadamente de 3 billones a 4 billones de toneladas de dióxido de carbono se congelan de la atmósfera hacia el casquete polar del hemisferio de invierno. Esto representa del 12 al 16 por ciento de la masa de toda la atmósfera marciana. Estas observaciones respaldan las predicciones del Modelo Atmosférico de Referencia Global de Marte de 2010.

## Capas
Ambos casquetes polares muestran características en capas, llamadas depósitos de capas polares, que resultan de la ablación estacional y la acumulación de hielo junto con el polvo de las tormentas de polvo marcianas. La información sobre el clima pasado de Marte puede eventualmente revelarse en estas capas, al igual que los patrones en los anillos de los árboles y los datos del núcleo de hielo en la Tierra. Ambos casquetes polares también muestran características estriadas, probablemente causadas por patrones de flujo del viento. Las ranuras también están influenciadas por la cantidad de polvo. Cuanto más polvo, más oscura es la superficie. Cuanto más oscura es la superficie, más se derrite. Las superficies oscuras absorben más energía luminosa. Hay otras teorías que intentan explicar los grandes surcos.
Capas en la capa de hielo del norte, como las ve HiRISE bajo el programa HiWish

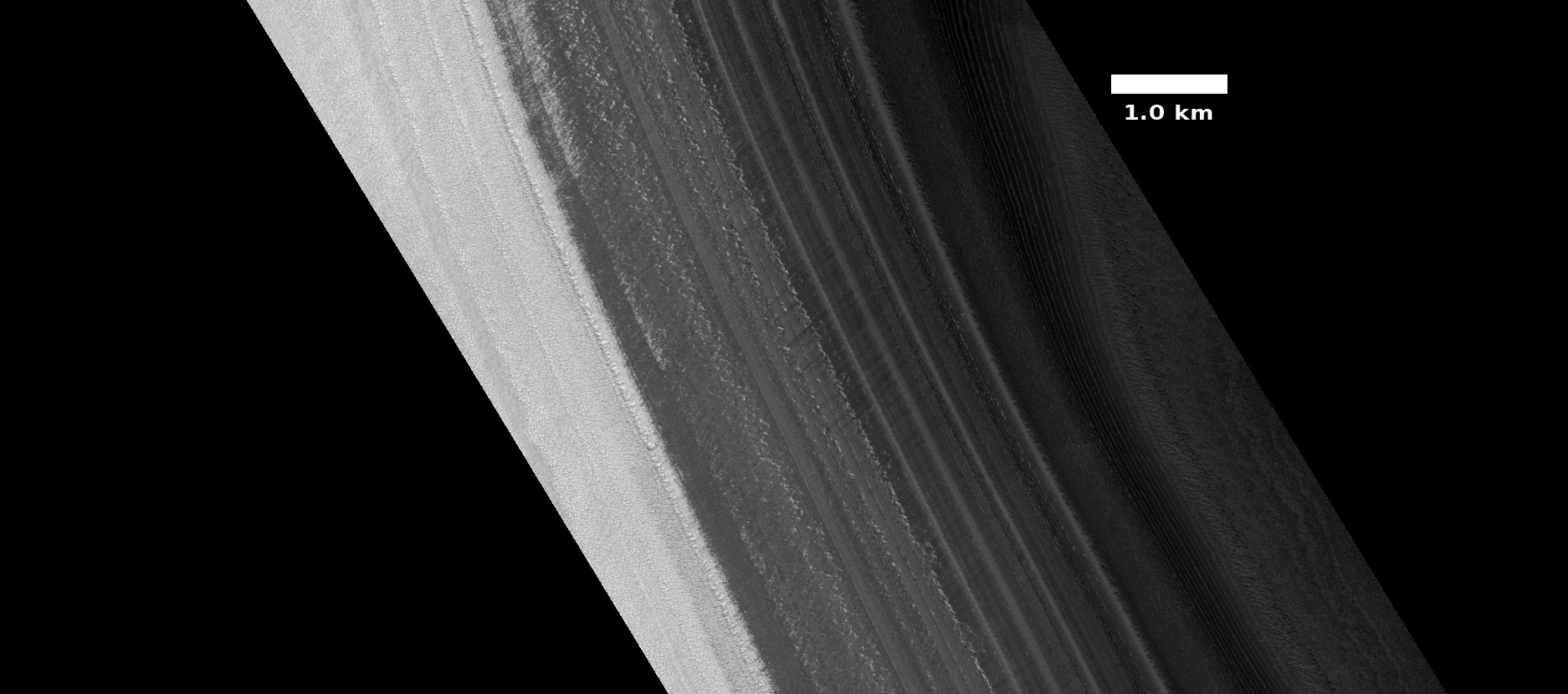
Capas expuestas.
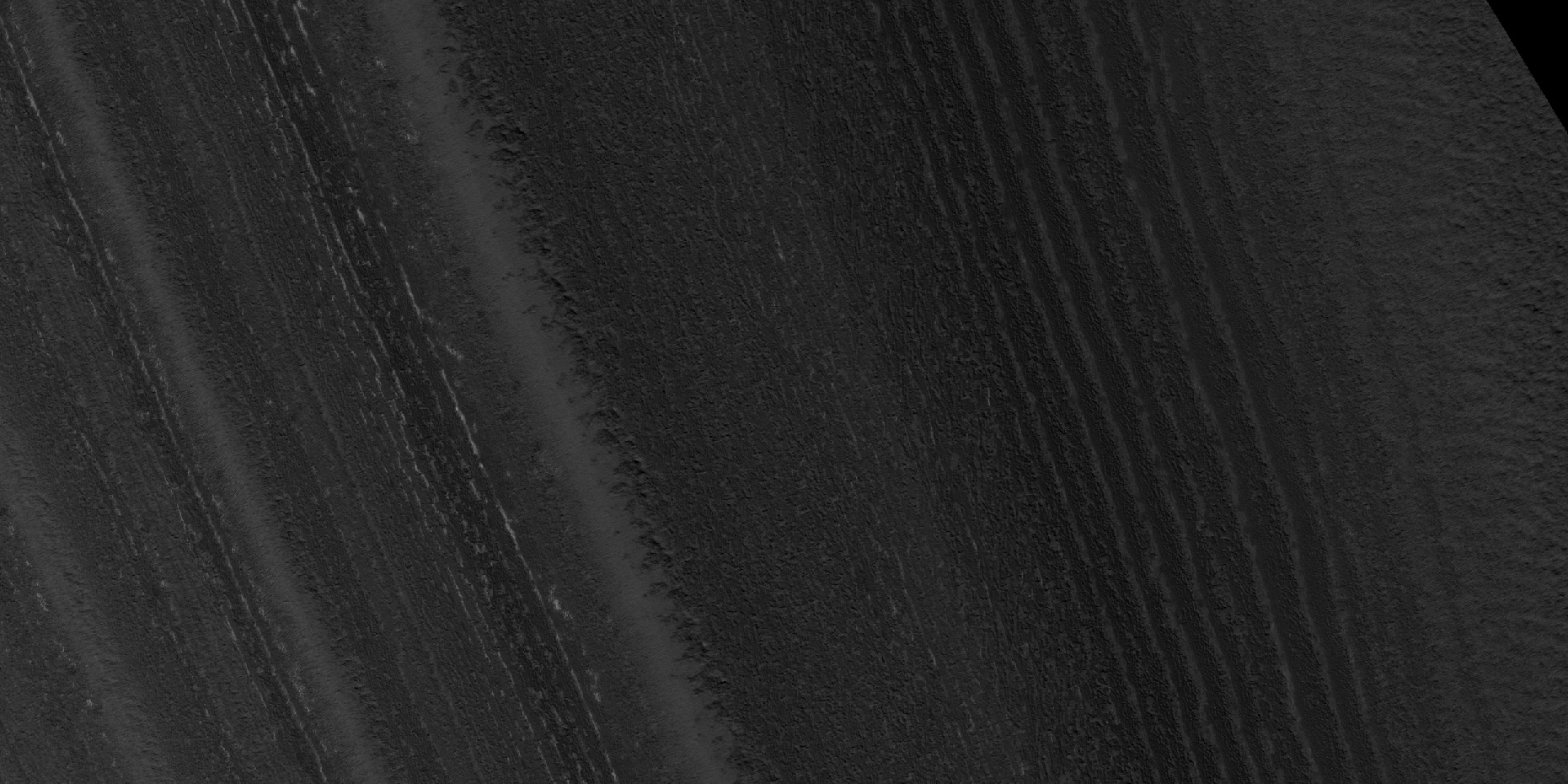
Vista cercana de las capas expuestas.
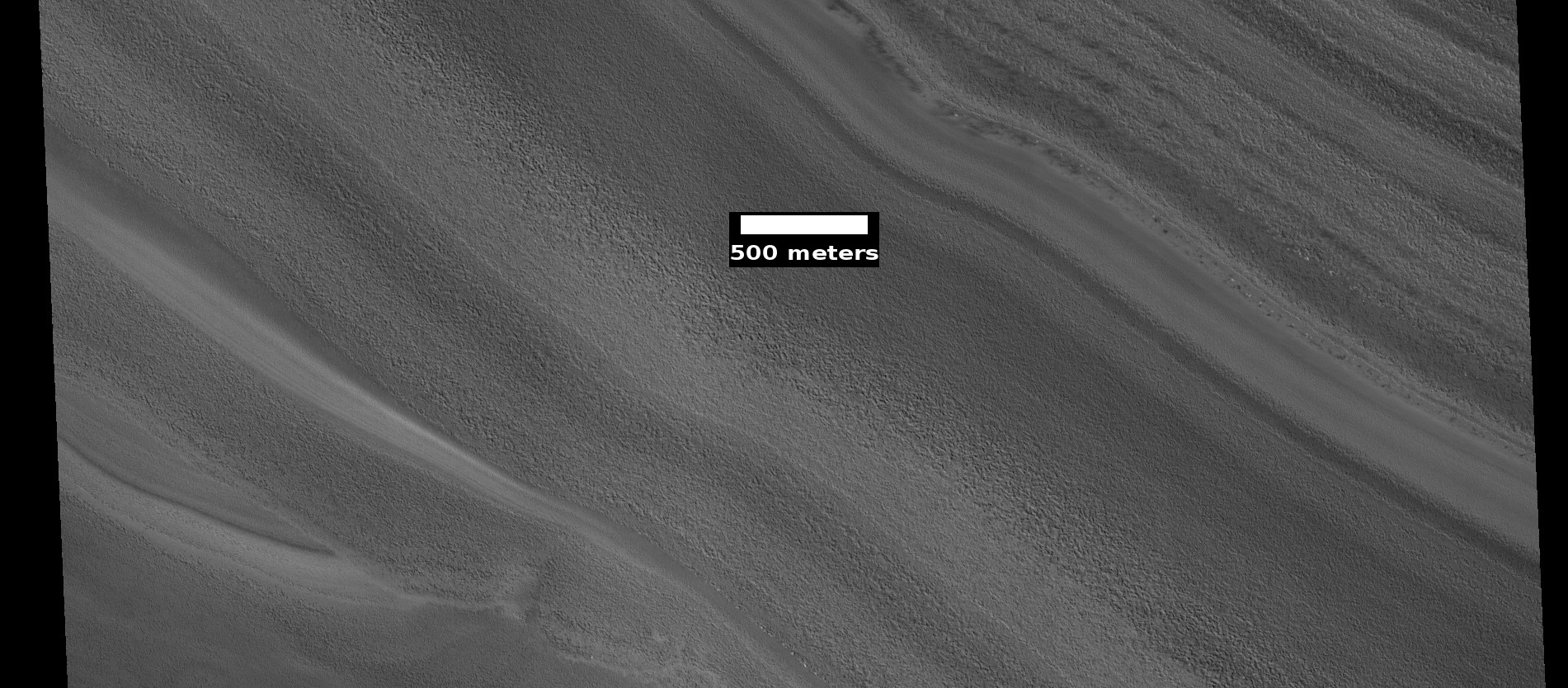
Capas visibles a lo largo del borde del casquete glaciar norte.
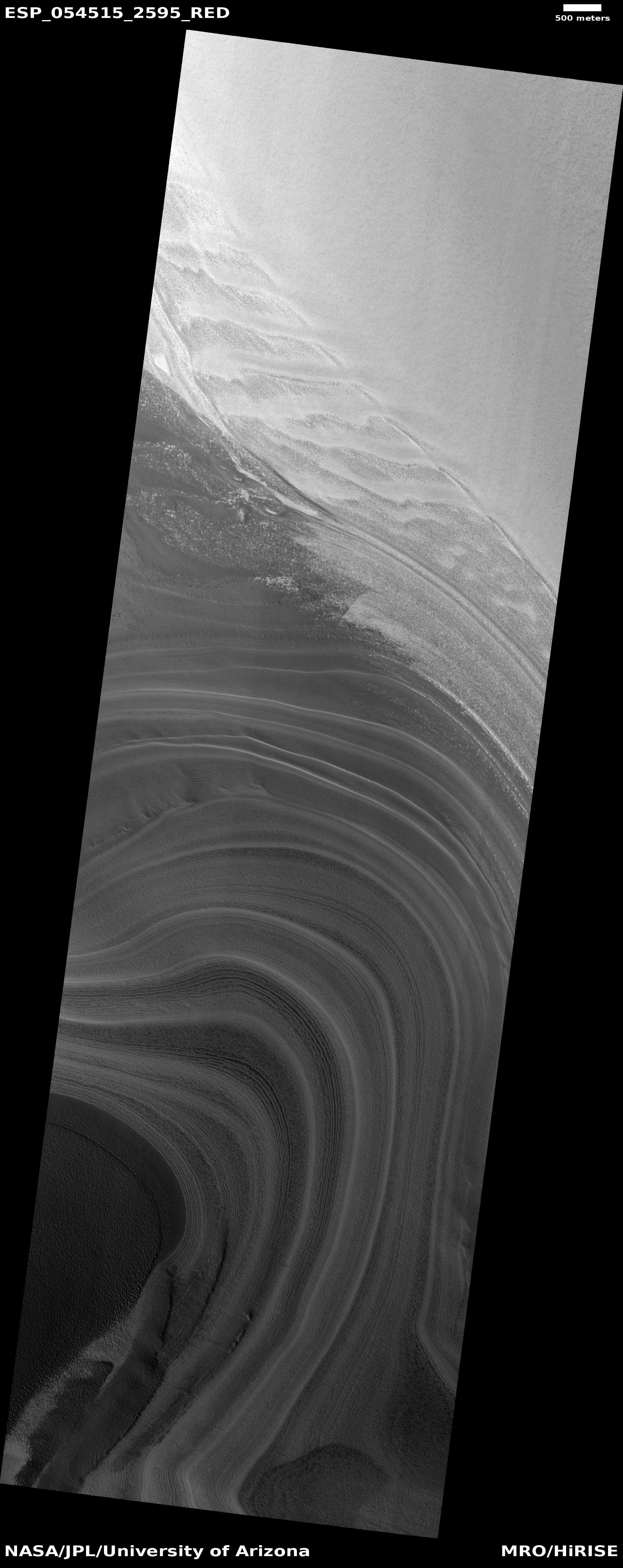
Capas expuestas en la capa de hielo del norte, como las ve HiRISE bajo el programa HiWish
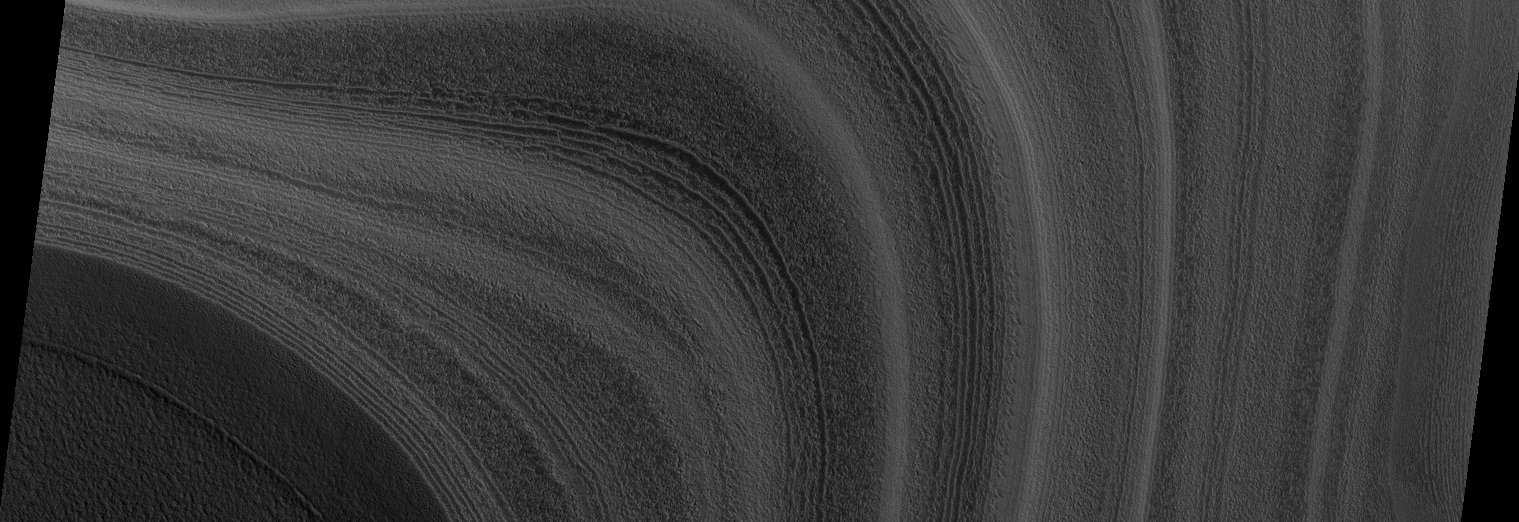
Vista cercana de las capas expuestas en la capa de hielo del norte, como las ve HiRISE bajo el programa HiWish

## Casquete polar norte

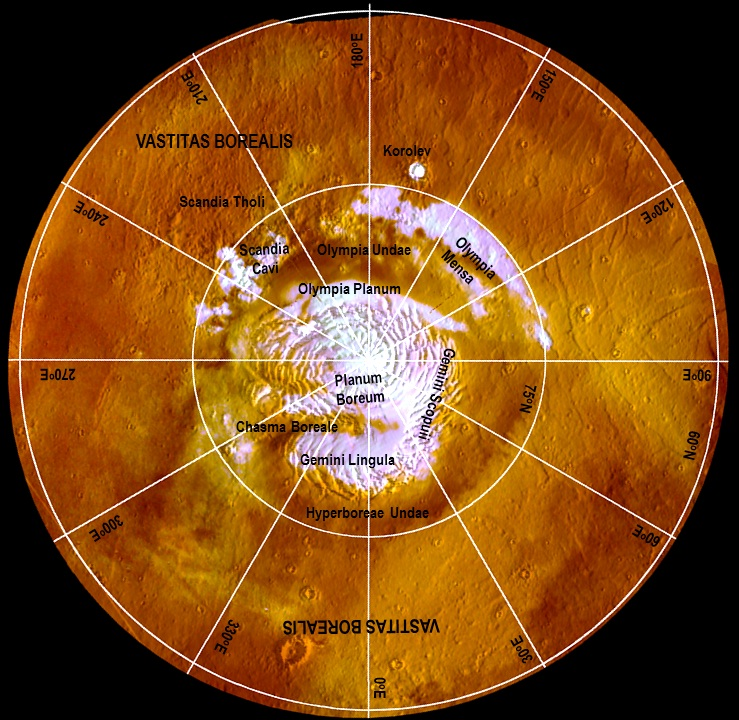
Mosaico de imágenes tomadas entre el 16 de diciembre de 2015 y el 26 de enero de 2016 por Mars Orbiter Mission

La mayor parte de la capa de hielo del norte está formada por hielo de agua; también tiene una fina capa estacional de hielo seco, dióxido de carbono sólido. Cada invierno, la capa de hielo crece agregando 1.5 a 2 m de hielo seco. En verano, el hielo seco se sublima (pasa directamente de sólido a gas) a la atmósfera. Marte tiene estaciones que son similares a las de la Tierra, porque su eje de rotación tiene una inclinación cercana a la de la Tierra (25,19 ° para Marte, 23,44 ° para la Tierra).
Durante cada año en Marte, hasta un tercio de la fina atmósfera de dióxido de carbono de Marte se "congela" durante el invierno en los hemisferios norte y sur. Los científicos incluso han medido pequeños cambios en el campo de gravedad de Marte debido al movimiento del dióxido de carbono.
La capa de hielo en el norte es de menor altitud (base a -5000 m, cima a -2000 m) que la del sur (base a 1000 m, cima a 3500 m). También hace más calor, por lo que todo el dióxido de carbono congelado desaparece cada verano. La parte del casquete que sobrevive al verano se llama casquete residual norte y está hecha de hielo de agua. Se cree que este hielo de agua tiene hasta tres kilómetros de espesor. La capa estacional mucho más delgada comienza a formarse a fines del verano hasta principios del otoño, cuando se forman una variedad de nubes. Llamada capucha polar, las nubes dejan caer una precipitación que espesa la capa. El casquete polar norte es simétrico alrededor del polo y cubre la superficie hasta unos 60 grados de latitud. Las imágenes de alta resolución tomadas con el Mars Global Surveyor de la NASA muestran que el casquete polar norte está cubierto principalmente por surcos, grietas, pequeños bultos y protuberancias que le dan un aspecto de requesón. Los pozos están muy cerca unos de otros en relación con las muy diferentes depresiones del casquete polar sur.
Ambos casquetes polares muestran características en capas que resultan del derretimiento estacional y la deposición de hielo junto con el polvo de las tormentas de polvo marcianas. Estos depósitos de capas polares se encuentran debajo de los casquetes polares permanentes. Ambos casquetes polares también muestran características estriadas, probablemente causadas por los patrones de flujo del viento y los ángulos del sol, aunque hay varias teorías que se han avanzado. Un gran valle, Chasma Boreale atraviesa la mitad del casquete. Son unos 100 km de ancho y hasta 2 km de profundidad, eso es más profundo que el Gran Cañón de la Tierra.
Cuando la inclinación u oblicuidad cambia, el tamaño de los casquetes polares cambia. Cuando la inclinación es máxima, los polos reciben mucha más luz solar y durante más horas cada día. La luz solar adicional hace que el hielo se derrita, tanto que podría cubrir partes de la superficie en 10 m de hielo. Se ha encontrado mucha evidencia de glaciares que probablemente se formaron cuando ocurrió este cambio climático inducido por la inclinación.
La investigación informada en 2009 muestra que las capas ricas en hielo de la capa de hielo coinciden con los modelos de los cambios climáticos marcianos. El instrumento de radar Mars Reconnaissance Orbiter de la NASA puede medir el contraste en las propiedades eléctricas entre capas. El patrón de reflectividad revela el patrón de variaciones de material dentro de las capas. El radar produjo una vista en sección transversal de los depósitos estratificados del polo norte de Marte. Las zonas de alta reflectividad, con múltiples capas contrastantes, se alternan con zonas de menor reflectividad. Los patrones de cómo se alternan estos dos tipos de zonas pueden correlacionarse con modelos de cambios en la inclinación de Marte. Dado que la zona superior de los depósitos estratificados del polo norte, la porción depositada más recientemente, es muy reflectante al radar, los investigadores proponen que tales secciones de estratificación de alto contraste corresponden a períodos de oscilaciones relativamente pequeñas en la inclinación del planeta debido al eje marciano no ha variado mucho últimamente. Las capas más polvorientas parecen depositarse durante los períodos en los que la atmósfera es más polvorienta.
Una investigación, publicada en enero de 2010 con imágenes de HiRISE, dice que comprender las capas es más complicado de lo que se creía anteriormente. El brillo de las capas no depende solo de la cantidad de polvo. El ángulo del sol junto con el ángulo de la nave espacial afectan en gran medida el brillo visto por la cámara. Este ángulo depende de factores como la forma de la pared del canal y su orientación. Además, la rugosidad de la superficie puede cambiar mucho el albedo (cantidad de luz reflejada). Además, muchas veces lo que se ve no es una capa real, sino una capa fresca de escarcha. Todos estos factores están influenciados por el viento que puede erosionar las superficies. La cámara HiRISE no reveló capas más delgadas que las vistas por Mars Global Surveyor. Sin embargo, vio más detalles dentro de las capas.
Las mediciones de radar de la capa de hielo del polo norte encontraron que el volumen de hielo de agua en los depósitos en capas de la capa era de 821.000 kilómetros cúbicos. Eso equivale al 30% de la capa de hielo de Groenlandia de la Tierra.
Los datos del radar SHARAD cuando se combinan para formar un modelo 3D revelan cráteres enterrados. Estos pueden usarse para fechar ciertas capas.
En febrero de 2017, la ESA publicó una nueva vista del Polo Norte de Marte. Era un mosaico hecho de 32 órbitas individuales del Mars Express.

## Casquete polar sur
El casquete permanente del polo sur es mucho más pequeño que el del norte. Son 400 km de diámetro, en comparación con el 1100 km de diámetro del casquete norte. Cada invierno austral, la capa de hielo cubre la superficie hasta una latitud de 50°. Parte de la capa de hielo se compone de hielo seco y dióxido de carbono sólido. Cada invierno, la capa de hielo crece al agregar de 1,5 a 2 metros de hielo seco de la precipitación de una capa polar de nubes. En verano, el hielo seco se sublima (pasa directamente de sólido a gas) a la atmósfera. Durante cada año en Marte, hasta un tercio de la fina atmósfera de dióxido de carbono (CO2) de Marte se "congela" durante el invierno en los hemisferios norte y sur. Los científicos incluso han medido pequeños cambios en el campo de gravedad de Marte debido al movimiento del dióxido de carbono. En otras palabras, la acumulación de hielo en invierno cambia la gravedad del planeta. Marte tiene estaciones que son similares a las de la Tierra porque su eje de rotación tiene una inclinación cercana a la de nuestra propia Tierra (25,19° para Marte, 23,45° para la Tierra). El casquete polar sur tiene mayor altitud y es más frío que el del norte.
La capa de hielo meridional residual se desplaza; es decir, no está centrada en el polo sur. Sin embargo, el límite estacional sur se centra cerca del polo geográfico. Los estudios han demostrado que la capa descentrada es causada por mucha más nieve que cae de un lado que del otro. En el lado del hemisferio occidental del polo sur se forma un sistema de baja presión porque los vientos son cambiados por la Cuenca Hellas. Este sistema produce más nieve. Por otro lado, hay menos nieve y más heladas. La nieve tiende a reflejar más luz solar en el verano, por lo que no se derrite ni se sublima mucho (el clima de Marte hace que la nieve pase directamente de un sólido a un gas). La escarcha, por otro lado, tiene una superficie más rugosa y tiende a atrapar más luz solar, lo que resulta en una mayor sublimación. En otras palabras, las áreas con más heladas más duras son más cálidas.
Una investigación publicada en abril de 2011, describió un gran depósito de dióxido de carbono congelado cerca del polo sur. La mayor parte de este depósito probablemente ingrese a la atmósfera de Marte cuando aumenta la inclinación del planeta. Cuando esto ocurre, la atmósfera se espesa, los vientos se vuelven más fuertes y áreas más grandes en la superficie pueden soportar agua líquida. El análisis de los datos mostró que si todos estos depósitos se transformaran en gas, la presión atmosférica en Marte se duplicaría. Hay tres capas de estos depósitos; cada una está cubierta con una capa de 30 metros de agua helada que evita que el CO2 se sublime a la atmósfera. Estas tres capas están vinculadas a períodos en los que la atmósfera se derrumbó cuando cambió el clima.
Existe un gran campo de eskeres alrededor del polo sur, llamado Formación Dorsa Argentea, se cree que son los restos de una capa de hielo gigante. Se cree que esta gran capa de hielo polar cubrió alrededor de 1,5 millones de kilómetros cuadrados, cerca del doble del área del estado de Texas.
En julio de 2018, la ESA descubrió indicios de agua salada líquida enterrada bajo capas de hielo y polvo al analizar el reflejo de los pulsos de radar generados por Mars Express.

### Apariencia de queso suizo
Mientras que el casquete polar norte de Marte tiene una superficie plana y picada que se asemeja al requesón, el casquete polar sur tiene pozos, depresiones y mesas planas más grandes que le dan una apariencia de queso suizo. La capa superior de la capa residual del polo sur marciano se ha erosionado en mesas de cima plana con depresiones circulares. Las observaciones realizadas por Mars Orbiter Camera en 2001 han demostrado que las escarpas y paredes del pozo del casquete polar sur se habían retirado a una velocidad promedio de unos 3 metros desde 1999. En otras palabras, se estaban retirando 3 metros por año marciano. En algunos lugares del casquete, los escarpes retroceden menos de 3 metros por año marciano, y en otros pueden retroceder hasta 8 metros por año marciano. Con el tiempo, los pozos del polo sur se fusionan para convertirse en llanuras, las mesas en buttes y las lomas desaparecen para siempre. La forma redonda probablemente se ve favorecida en su formación por el ángulo del sol. En el verano, el sol se mueve alrededor del cielo, a veces durante las 24 horas del día, justo por encima del horizonte. Como resultado, las paredes de una depresión redonda recibirán luz solar más intensa que el piso; la pared se derretirá mucho más que el suelo. Las paredes se derriten y retroceden, mientras que el piso permanece igual.
Investigaciones posteriores con el poderoso HiRISE mostraron que los pozos están en una capa de hielo seco de 1 a 10 metros de espesor que está asentada sobre una capa de hielo de agua mucho más grande. Se ha observado que las fosas comienzan con áreas pequeñas a lo largo de fracturas débiles. Los pozos circulares tienen paredes empinadas que trabajan para enfocar la luz solar, aumentando así la erosión. Para que un pozo desarrolle una pared empinada de aproximadamente 10 cm y una longitud de más de 5 metros en caso necesario.

Las imágenes de abajo muestran por qué se dice que la superficie se parece al queso suizo; también se pueden observar las diferencias durante un período de dos años:

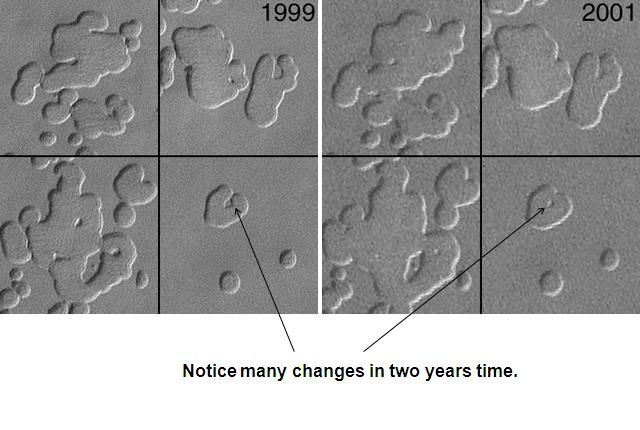
Cambios en la superficie del polo sur de 1999 a 2001, según lo visto por Mars Global Surveyor .
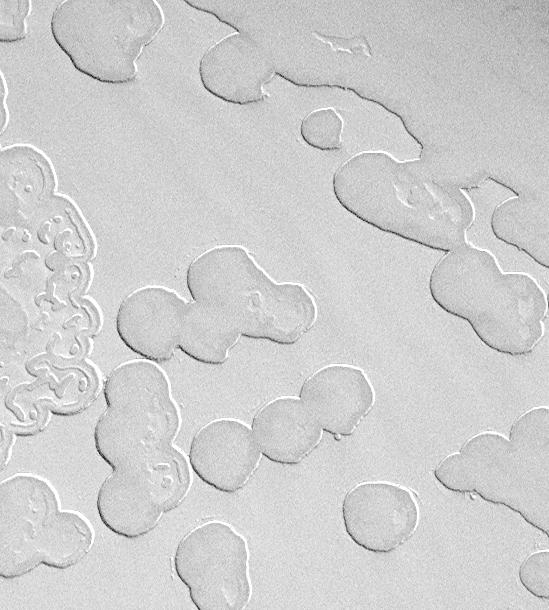
Formaciones de hielo tipo queso suizo como las ve MGS, mostrando capas.
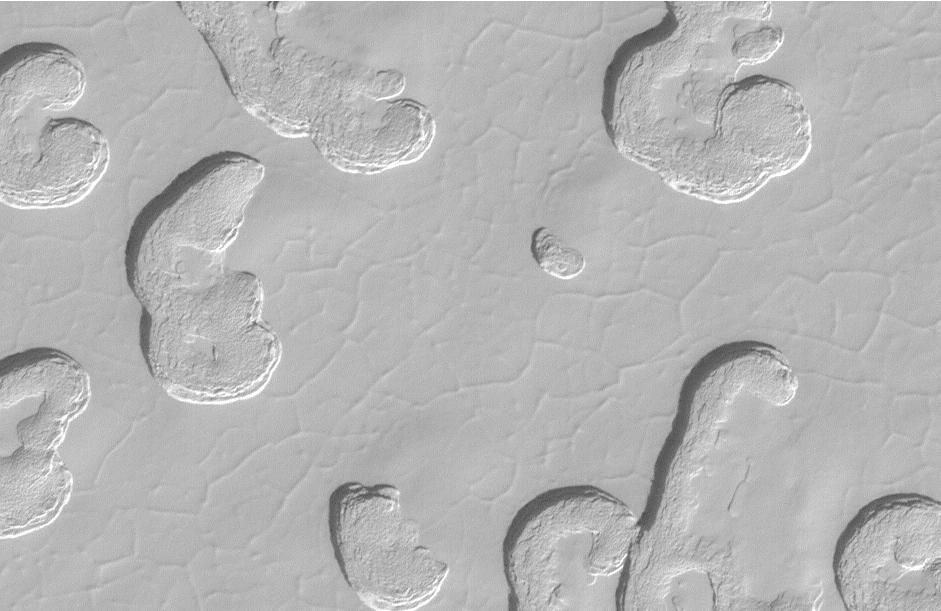
Primer plano del terreno del queso suizo, visto por MGS.
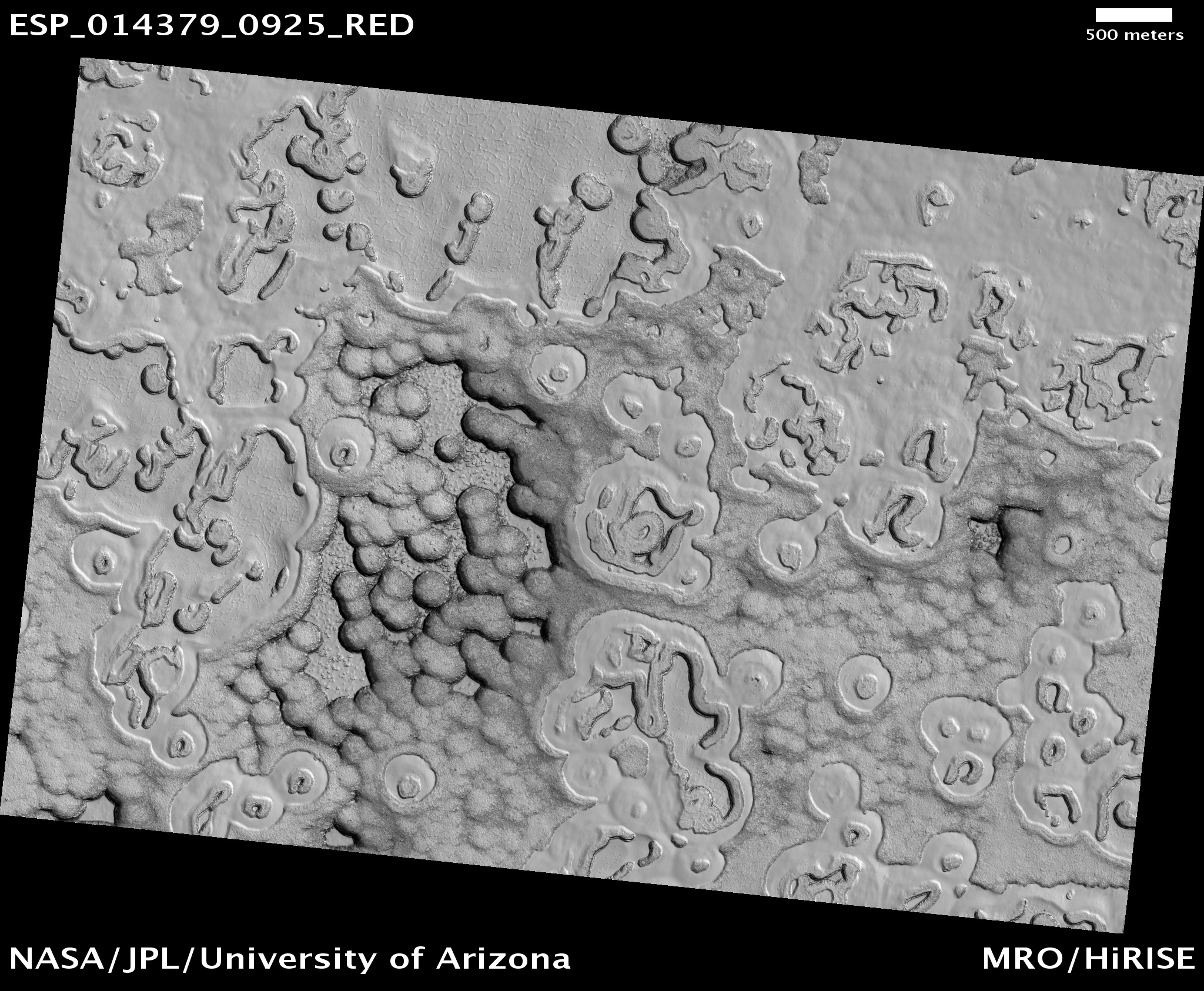
HiRISE vista del terreno del polo sur.

### Canales de explosión en estrella o arañas
Los canales de explosión en estrella son patrones de canales que se irradian en extensiones plumosas. Son causados por el gas que se escapa junto con el polvo. El gas se acumula debajo del hielo translúcido a medida que la temperatura se calienta en la primavera. Por lo general, 500 metros de ancho y 1 metro de profundidad, las arañas pueden sufrir cambios observables en solo unos pocos días. Un modelo para comprender la formación de las arañas dice que la luz solar calienta los granos de polvo en el hielo. Los granos de polvo tibios se asientan al derretirse a través del hielo mientras los agujeros se recuecen detrás de ellos. Como resultado, el hielo se vuelve bastante claro. La luz del sol luego llega al fondo oscuro de la losa de hielo y cambia el hielo de dióxido de carbono sólido en un gas que fluye hacia regiones más altas que se abren a la superficie. El gas se precipita arrastrando polvo oscuro. Los vientos en la superficie soplarán el gas y el polvo que se escapa en ventiladores oscuros que observamos con naves espaciales orbitando. La física de este modelo es similar a las ideas propuestas para explicar las plumas oscuras que brotan de la superficie de Triton.

La investigación, publicada en enero de 2010 utilizando imágenes de HiRISE, encontró que algunos de los canales de las arañas se hacen más grandes a medida que van cuesta arriba, ya que el gas está causando la erosión. Los investigadores también encontraron que el gas fluye hacia una grieta que se ha producido en un punto débil del hielo. Tan pronto como el sol se eleva sobre el horizonte, el gas de las arañas expulsa el polvo que arrastra el viento para formar una oscura forma de abanico. Parte del polvo queda atrapado en los canales. Finalmente, la escarcha cubre todos los ventiladores y canales hasta la próxima primavera, cuando el ciclo se repite.

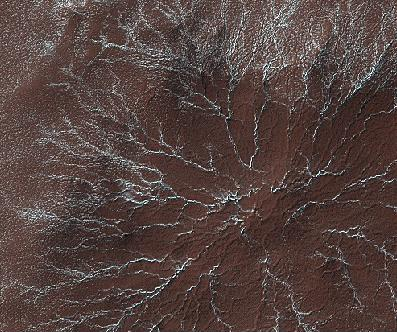
Canales de explosión en estrella causados por el escape de gas CO 2, como lo ve HiRISE. Dichos canales, también llamados arañas, pueden tener unos 500 m de diámetro y 1 m de profundidad.
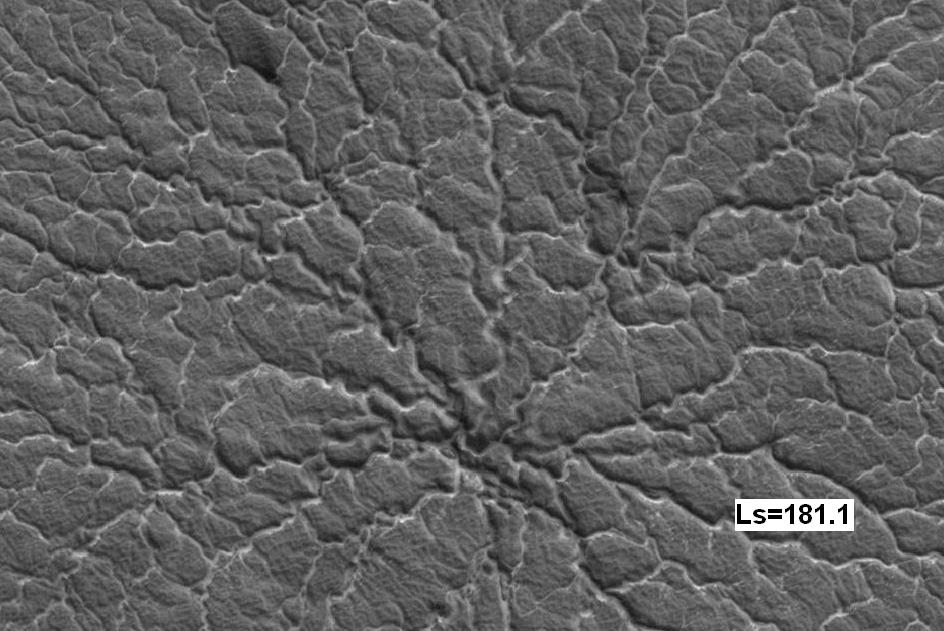
Araña en el segundo día marciano de la primavera, visto por HiRISE.
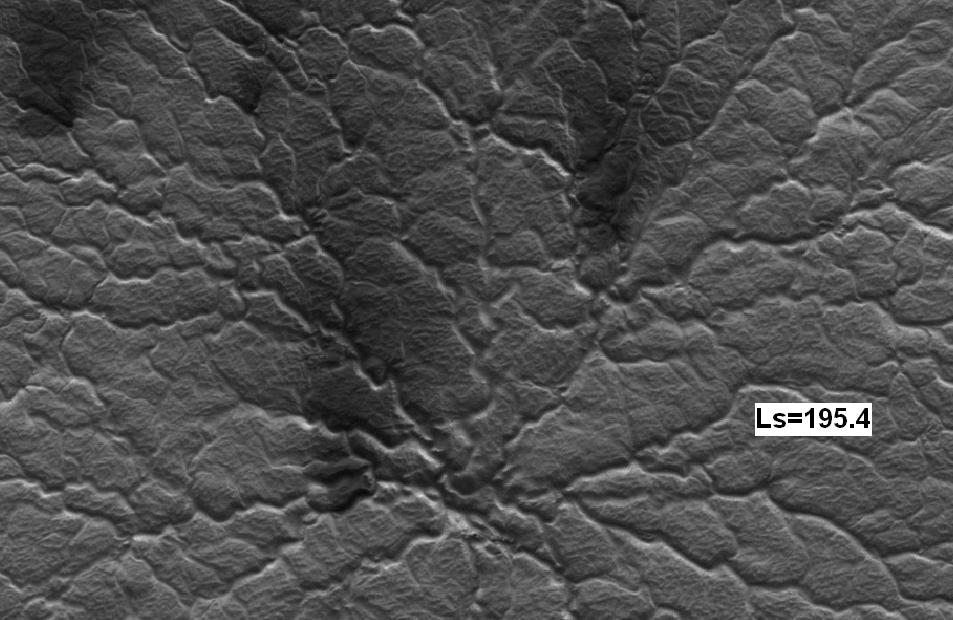
La misma araña 14 días marcianos después, vista por HiRISE. Observe el aumento de ventiladores oscuros causado por la desgasificación del dióxido de carbono que transporta material oscuro.
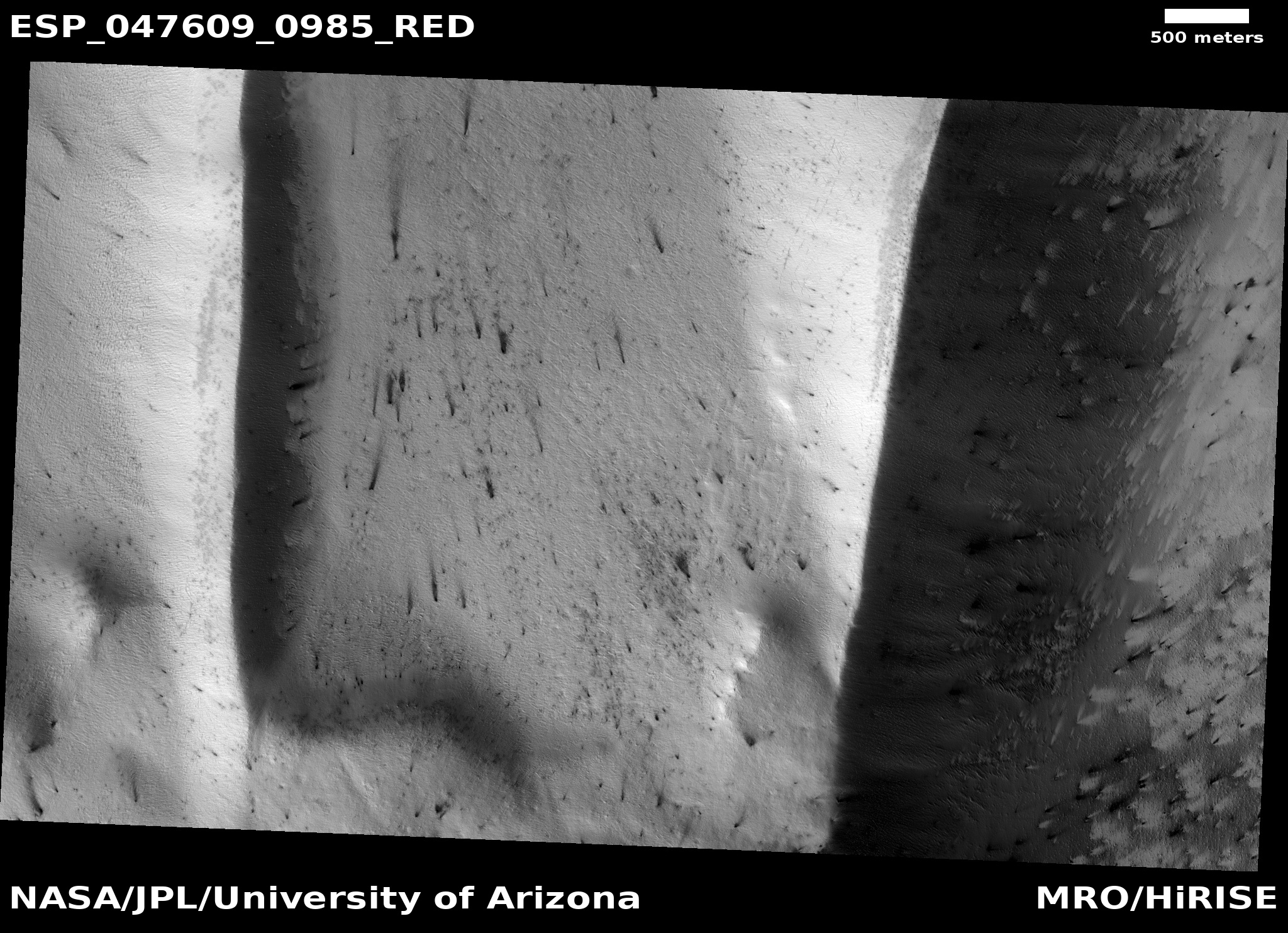
Amplia vista de las plumas, como las ve HiRISE bajo el programa HiWish Muchas de las plumas muestran arañas cuando se amplían.
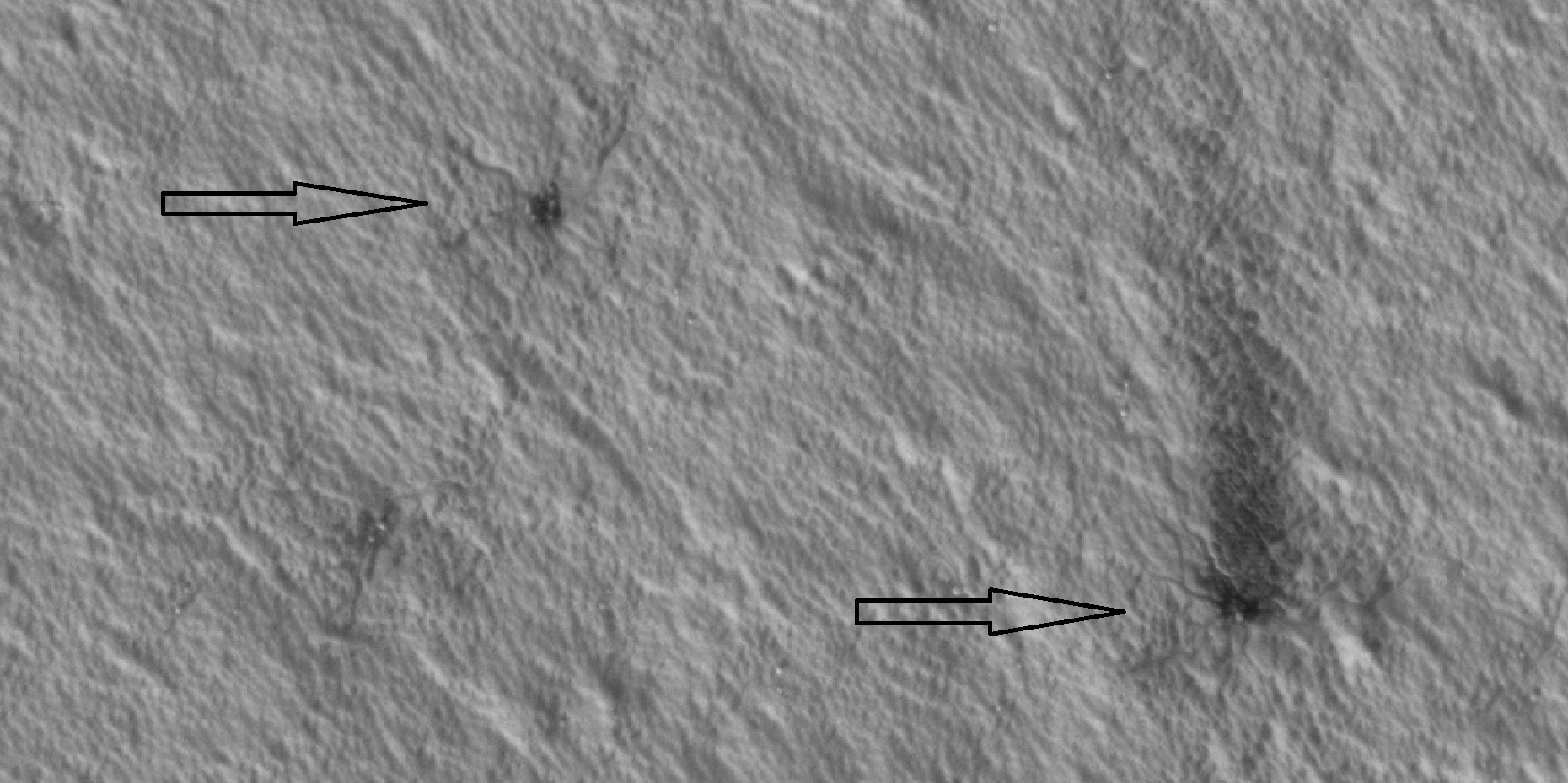
Arañas, vistas por HiRISE bajo el programa HiWish
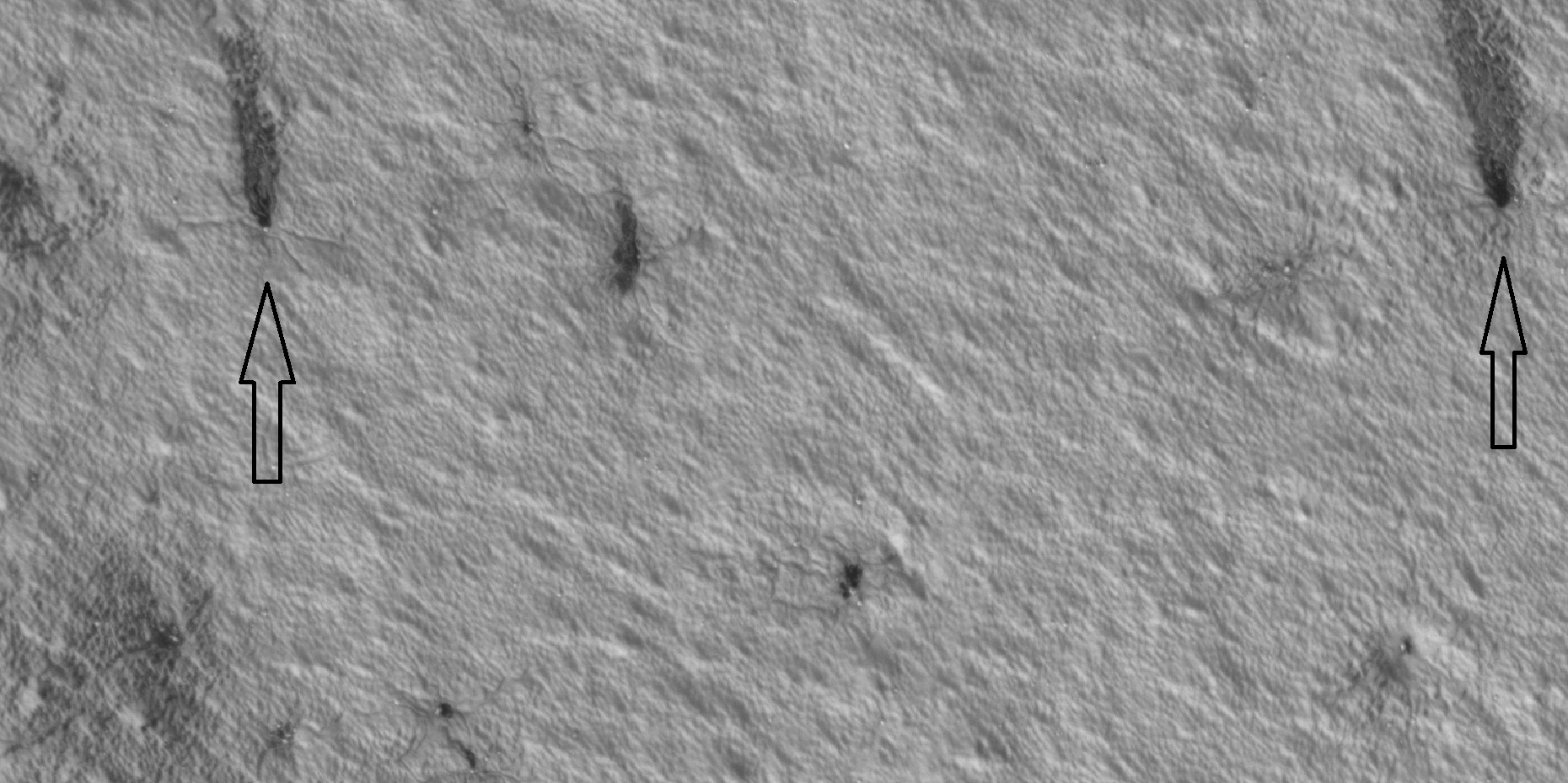
Plumas y arañas, como las ve HiRISE bajo el programa HiWish

### Capas
Chasma Australe, un valle importante, atraviesa los depósitos estratificados en el casquete polar sur. En el lado 90 E, los depósitos descansan sobre una cuenca principal, llamada Prometheus.
Algunas de las capas del polo sur también muestran fracturas poligonales en forma de rectángulos. Se cree que las fracturas fueron causadas por la expansión y contracción del hielo de agua debajo de la superficie.

## Enriquecimiento de deuterio de la capa de hielo polar
La evidencia de que Marte tuvo suficiente agua para crear un océano global de al menos 137 m de profundidad ha sido obtenida de la medición de la ratio HDO a H2O sobre el casquete polar norte. En marzo de 2015, un equipo de científicos publicó resultados que muestran que el hielo de la capa polar está aproximadamente ocho veces más enriquecido con deuterio (hidrógeno pesado), que el agua en los océanos de la Tierra. Esto significa que Marte ha perdido un volumen de agua 6,5 veces mayor que el almacenado en los casquetes polares actuales. Durante un tiempo, el agua pudo haber formado un océano en Vastitas Borealis y las tierras bajas adyacentes (las planitiae Acidalia, Arcadia y Utopia). Si el agua hubiera sido alguna vez líquida y en la superficie, habría cubierto el 20% del planeta y en algunos lugares habría tenido casi una milla de profundidad.
Este equipo internacional utilizó el Very Large Telescope del Observatorio Europeo Austral, junto con instrumentos del Observatorio W. M. Keck y del telescopio infrarrojo de la NASA, para trazar diferentes formas isotópicas de agua en la atmósfera de Marte durante un período de seis años.

## Extensiones

Extensiones de hielo de CO_{2} en el polo norte (izquierda) y sur (derecha) durante un año marciano.